# Journal de voyage en Italie
Le Journal de voyage en Italie é um diário de viagem de Montaigne em 1580 e 1581, cujo manuscrito original foi encontrado e publicado por Meusnier de Querlon (1702-1780) em 1774 (com o texto italiano e com sua tradução francesa) e em 1775 (acompanhado do texto em italiano).

## Obra
A obra original está escrita parte em francês, parte em italiano.
O diário começa com Montaigne desembarcando em Gênova e segue sua jornada por toda a Itália, incluindo Veneza, Florença, Roma e Nápoles. Montaigne descreve suas impressões das cidades, suas pessoas e sua cultura. Ele também discute suas ideias sobre filosofia, religião e política.
O diário é uma obra de grande beleza literária e é um dos livros mais importantes da literatura francesa. É uma fonte valiosa de informações sobre a Itália do século XVI e é uma leitura obrigatória para qualquer pessoa interessada em filosofia, religião ou política.
Alguns dos pontos mais importantes do diário:
- Montaigne foi impressionado pela beleza da Itália e sua rica cultura.
- Ele também foi fascinado pela diversidade da Itália, com sua variedade de pessoas e idiomas.
- Montaigne discutiu suas ideias sobre filosofia, religião e política, muitas vezes de forma controversa.
- O diário é uma obra de grande beleza literária e é uma leitura obrigatória para qualquer pessoa interessada em filosofia, religião ou política.